# Dżem (zespół muzyczny)

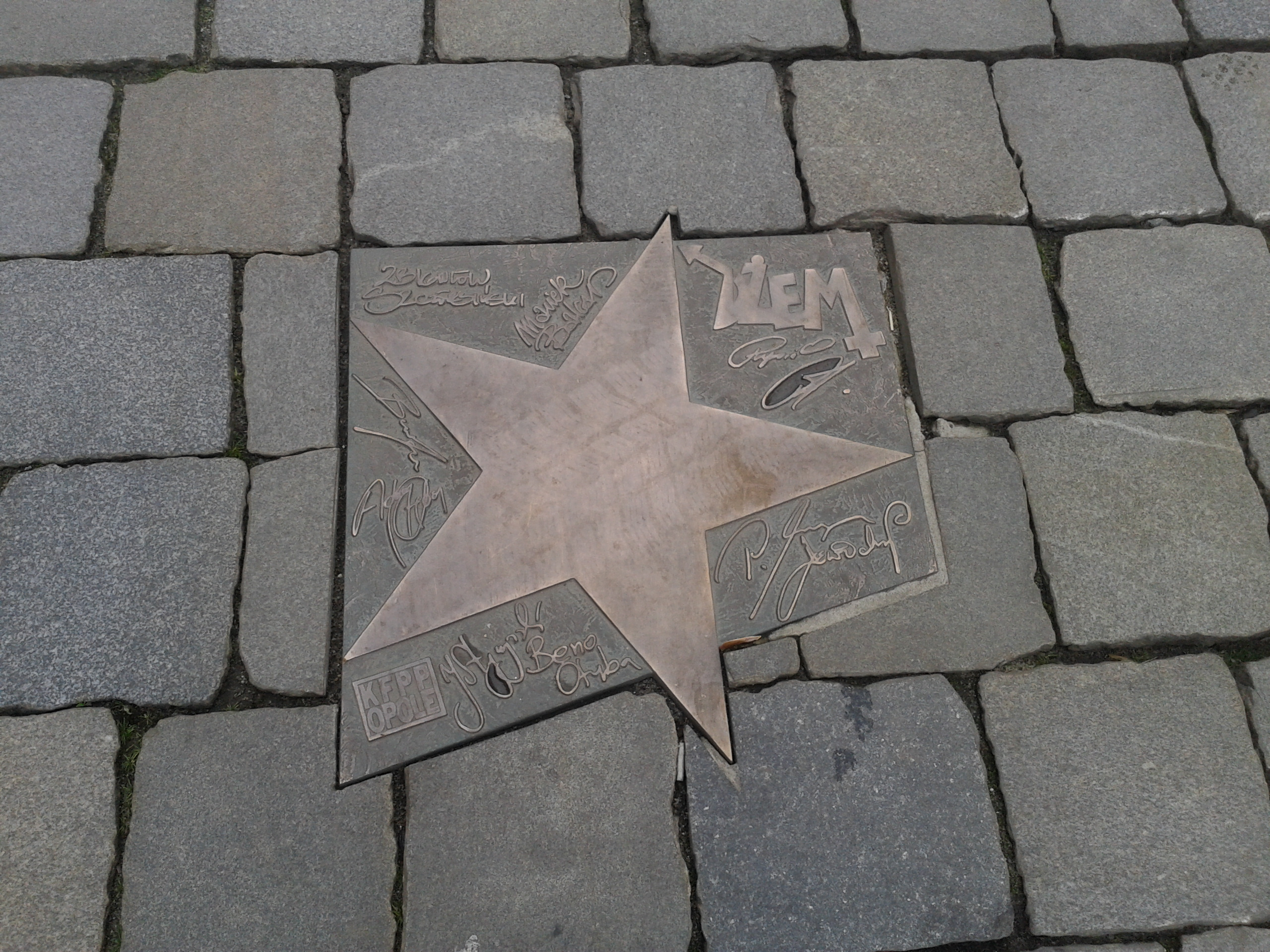
Gwiazda Dżemu w Opolu

Dżem – polski zespół muzyczny grający muzykę z pogranicza rocka i bluesa, który w 1973 roku założyli bracia Adam i Beno Otrębowie oraz Paweł Berger. Zaliczany do najważniejszych zespołów w historii polskiej muzyki rockowo-bluesowej.
W grudniu 1973 roku do zespołu dołączył wokalista Ryszard Riedel, a następnie w 1978 roku – gitarzysta Jerzy Styczyński. W 1975 kontakt z zespołem nawiązał tekściarz Kazimierz Galaś. W latach 1973–1979 działalność formacji była bardzo nieregularna i aż do 1980 roku miała status amatorski. Po występach na kilkunastu festiwalach w Polsce, w tym debiut na festiwalu w Jarocinie, oraz zagranicznej trasie koncertowej 1985 roku ukazał się debiutancki album studyjny – Cegła, który uznawany jest za jeden z najważniejszych albumów zespołu oraz historii polskiego rocka. Rok później wydany został koncertowy album Absolutely Live nagrany podczas koncertu w teatrze STU w Krakowie.
W drugiej połowie lat 80. Ryszard Riedel stopniowo oddalał się od zespołu popadając w nałóg narkotykowy, przez co w 1986 i 1987 roku grupa koncertowała z Tadeuszem Nalepą oraz 1988 roku wydała wspólnie z Nalepą album Numero Uno. Wcześniej jednak ukazały się dwa albumy z pierwotnym wokalistą – Zemsta nietoperzy oraz koncertowy Lunatycy – czyli tzw. przeboje całkiem Live. W 1989 roku ukazały się albumy Najemnik oraz instrumentalny The Band Plays On.... Dwa lata później wydany zostaje album Detox na którym znajdują się takie przeboje jak „List do M.”, „Jak malowany ptak” czy „Sen o Victorii”. W tym samym czasie dyskografię uzupełnia album The Singles gromadzący wszystkie single zespołu. W 1993 roku ukazuje się Autsajder a rok później – akustyczny album Akustycznie.
Ze względu na pogarszający się stan zdrowia Riedla w ramach konkursu wyłoniony został nowy wokalista, Jacek Dewódzki. 30 lipca 1994 roku Ryszard Riedel zmarł w szpitalu na zawał serca. W ramach hołdu dla zmarłego artysty odbył się koncert utrwalony na płycie List do R. na 12 głosów. Z Dewódzkim zespół nagrał cztery albumy: hardrockowy Kilka zdartych płyt wydany w 1995 roku, Pod wiatr w 1997 roku, dwupłytowy album koncertowy Dżem w Operze cz. 1 i 2 w latach 1998−1999 oraz Być albo mieć w 2000 roku. W 2001 roku wokalistą został Maciej Balcar, który zadebiutował na albumie 2004.
27 stycznia 2005 w wypadku samochodowym zginął Paweł Berger, klawiszowiec zespołu. Z tego powodu w Domu Muzyki i Tańca w Zabrzu odbył się koncert zarejestrowany na albumie Pamięci Pawła Bergera. W jego miejsce do składu wszedł Janusz Borzucki, który gra w Dżemie do dziś.

## Historia

### Lata 1973–1994 (okres z Ryszardem Riedlem)

#### 1973–1979: Początki

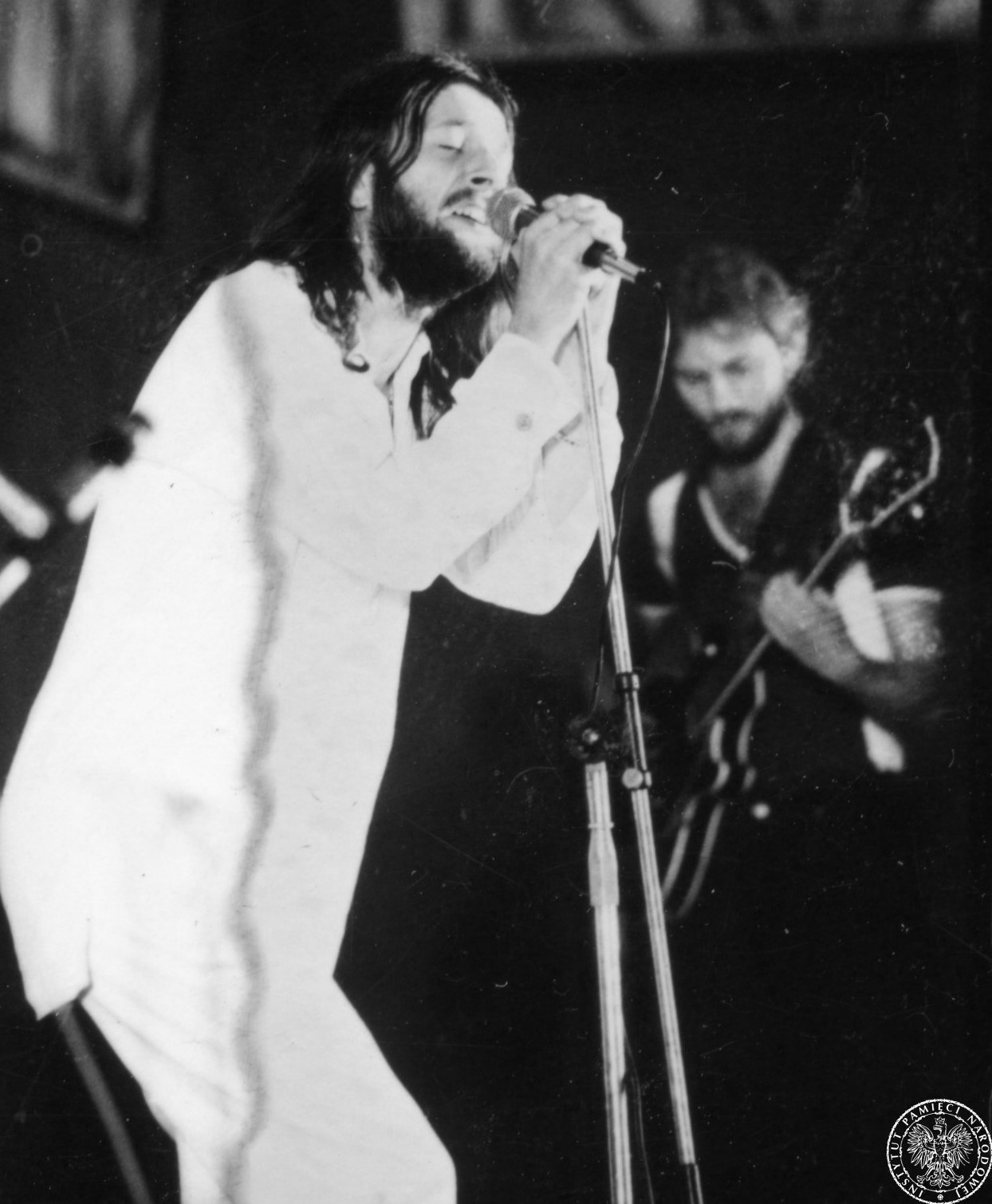
Ryszard Riedel, sierpień 1981

Pierwsze wzmianki o zespole można znaleźć w 1973 roku. Zespół założyli bracia Adam i Beno Otrębowie (gitara i gitara basowa) wraz z grającym na instrumentach klawiszowych i śpiewającym Pawłem Bergerem oraz perkusistą Aleksandrem Wojtasiakiem w domu kultury „Górnik” w Tychach. W grudniu tego samego roku dołączył do nich wokalista Ryszard Riedel, zastępując w tej roli Bergera. Początkowo zespół występował pod nieoficjalną nazwą Jam i grał covery utworów takich wykonawców jak Cream, Santana, John Mayall, The Rolling Stones, Spencer Davis Group czy Free. Obecna nazwa zespołu pojawiła się w roku 1974, napisana tak omyłkowo przez organizatora koncertu.
W początkowych latach działalności zespół rzadko koncertował i często zmieniał skład ze względu na brak zapotrzebowania na ten rodzaj muzyki. W 1975 roku Dżem opuścił Aleksander Wojtasik, a rok później – Beno Otręba. Zastąpili ich z czasem kolejno Leszek Faliński oraz jego brat Tadeusz.
Przełom w historii zespołu stanowił rok 1979, kiedy zespołowi zaproponowano wyjazd do Wilkasów, gdzie przez miesiąc miał grać dla uczestników obozów szkoleniowo-wypoczynkowych. W tym czasie powstały pierwsze autorskie utwory grupy” „Whisky”, „Paw”, „Poznałem go po czarnym kapeluszu”, czy „Człowieku co się z tobą dzieje”.

W 1979 roku podczas prób w Piotrowickim klubie „Na torach” ówczesny Dyrektor Młodzieżowego Centrum Kultury p. Zbigniew Skorek zaproponował nam udział w szkoleniowym obozie w Wilkasach w charakterze zespołu do potańcówek i zabaw. Razem z bratem zaproponowaliśmy wyjazd wspomnianemu wcześniej Ryśkowi. On zaś wskazał, aby z nami jeszcze pojechał Adaś Otręba. W Wilkasach był z nami jeszcze Janusz Kuszyński wokalista i harmonijkarz. Z konieczności musiałem grać na pianie i bębnach natomiast brat na basie i bębnach, a Janusz w zastępstwie na basie. To właśnie w Wilkasach zrodził się pomysł stałego bandu (...).

W tym samym roku do zespołu, dzięki Ryszardowi Riedlowi dołączył gitarzysta Jerzy Styczyński, z którym wystąpili na Przeglądzie Amatorskich Zespołów Artystycznych w Tychach.

#### 1980–1984: Koncerty i pierwsze single
W 1980 roku Dżem zakwalifikował się do I Przeglądu Muzyki Młodej Generacji w Jarocinie. Festiwal odbył się w czerwcu, gdzie debiutując przed dużą publicznością zespół zajął trzecie miejsce w konkursie grając utwory „Whisky”, „Paw”, „Taniec Śmierci”, „Aga” oraz „Słodka”. Pomimo zdobycia przez grupę sporej popularności przyszłość stała pod znakiem zapytania. Z zespołu odeszli bracia Falińscy tworząc Daktyl, natomiast Adam Otręba rozpoczął współpracę z formacją Kwadrat. Za namową Riedla do Dżemu wrócił Beno Otręba oraz Leszek Faliński, który wkrótce zastąpiony został przez Michała Giercuszkiewicza, natomiast Styczyńskiego wymienił Andrzej Urny. W tym składzie zarejestrowany został w studiu Polskiego Radia w Katowicach debiutancki singel „Paw / Whisky” wydany nakładem Tonpressu w 1982. W sesji nagraniowej gościnnie wystąpił Antymos Apostolis, który wykonał solówki w „Pawiu”. Po wydaniu singla Urny odszedł do Krzaka, a na jego miejsce powrócił Styczyński.
W tym składzie Dżem intensywnie koncertował, między innymi na Rawie Blues w Katowicach czy ponownie na festiwalu w Jarocinie. Jednak wkrótce potem, na skutek znacznego wzrostu zainteresowania muzyką stricte rockową spod znaku Lady Pank, Maanamu, Perfectu, Oddziału Zamkniętego czy Republiki, popularność zespołu znacznie zmalała. W tym okresie Riedel występował gościnnie w Krzaku, Berger grał wraz z Martyną Jakubowicz, natomiast Adam Otręba wyjechał koncertować na Bliski Wschód. Skład Dżemu uzupełnili klawiszowiec Rafał Rękosiewicz oraz na krótko gitarzysta Leszek Winder.
W 1983 roku, po powrocie do formacji Bergera i Otręby, zespół nagrał drugi singel – „Dzień w którym pękło niebo / Wokół sami lunatycy”, wydany we wrześniu 1984. Rok później ukazuje się pierwszy koncertowy album Dżem zarejestrowany w czerwcu 1984 roku podczas FAMY w Świnoujściu, wydany później na kompakcie jako Dzień, w którym pękło niebo. W sierpniu zespół wystąpił na Olsztyńskich Nocach Bluesowych, a jesienią wyjechał na trzy koncerty do Berlina Zachodniego.

#### 1985:Cegła

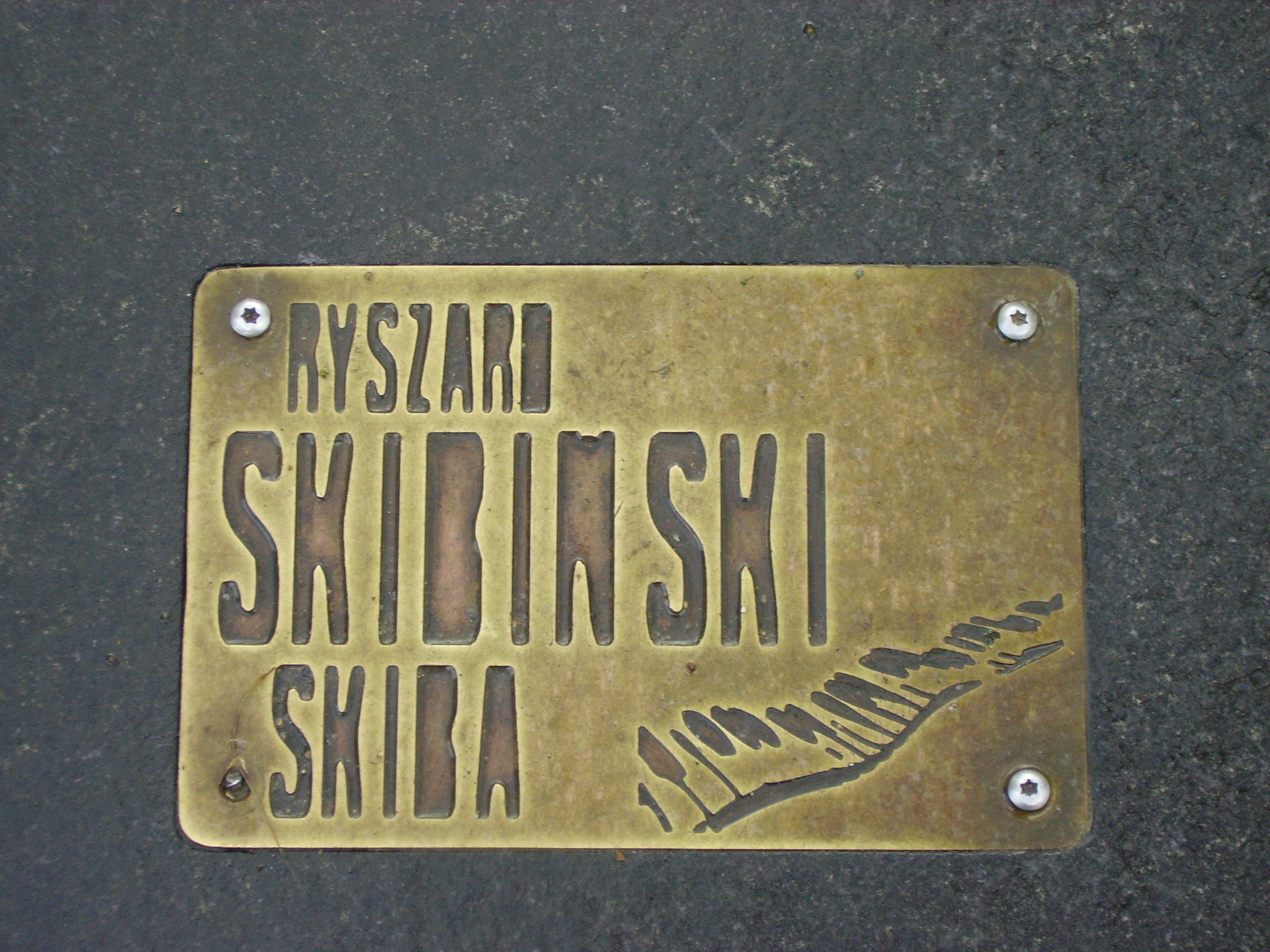
Aleja Gwiazd Bluesa w Białymstoku

Pod koniec 1984 roku muzycy nawiązali współpracę z menadżerem Marcinem Jacobsonem i w styczniu 1985 roku weszli do studia Polskich Nagrań w Warszawie. Debiutancki album Cegła ukazał się w październiku na płycie winylowej, natomiast w listopadzie na kasecie zdobywając ogromną popularność i stając się największym bestsellerem Dżemu – do dziś sprzedało się ponad 115 tysięcy sztuk albumu. Na Cegle znalazło się osiem, w większości klasycznych, utworów, w tym „Whisky”, „Jesiony” czy „Czerwony jak cegła”.
Po wydaniu albumu, Dżem intensywnie koncertował zarówno w Polsce na festiwalach w Brodnicy i Jarocinie, Rawie Blues czy na Olsztyńskich Nocach Bluesowych jak i za granicą, głównie w Szwajcarii, Jugosławii oraz NRD.
W grudniu ukazał się kolejny singel, na którym znalazł się poświęcony zmarłemu Ryszardowi Skibińskiemu utwór „Skazany na bluesa” oraz „Mała Aleja Róż”. W tym samym roku zespół nakręcił teledysk do piosenki „Naiwne pytania”.
9 grudnia 1985 roku Dżem zagrał dwa koncerty w teatrze STU w Krakowie, z których materiał znalazł się na płycie Absolutely Live wydanej we wrześniu 1986 roku nakładem wytwórni PolJazz. Album uważany jest za jeden z najlepszych w dorobku zespołu.

#### 1986–1988:Zemsta nietoperzy,Najemnik
W marcu 1986 roku Jacobson zorganizował sesję nagraniową dla zespołu w studiu „Giełda” Polskiego Radia w Poznaniu. Efektem był wydany w tym samym miesiącu album Zemsta nietoperzy, na którym znalazł się między innymi utwór „Naiwne pytania”. Na płycie gościnnie zagrał saksofonista Alek Korecki oraz perkusista Krzysztof Przybyłowicz ze String Connection, który zastąpił tymczasowo Giercuszkiewicza, który został wyrzucony z zespołu za absencje częściowo spowodowaną uzależnieniem od narkotyków. W tym samym miesiącu, dzięki Marcinowi Jacobsonowi dołączył grający w TSA Marek Kapłon, 16 kwietnia 1986 zagrał pierwszy koncert z zespołem na Rockowisku.
W latach 1986–1987 Dżem intensywnie koncertował, między innymi kolejny raz w Jarocinie, gdzie występ uwieczniony został na filmie dokumentalnym Moja krew, twoja krew kręconym przez BBC. W tym samym czasie nasiliły się problemy spowodowane uzależnieniem Riedla od narkotyków, który coraz rzadziej pojawiał się na koncertach. Z tego powodu część występów wykonywanych było z Moniką Adamowską, Ireneuszem Dudkiem oraz w dużej części Tadeuszem Nalepą z którym współpraca zaowocowała albumem Numero Uno nagranym w czerwcu 1987 roku, a wydanym w listopadzie przyszłego roku. Muzycy zagrali również gościnnie na płycie Nalepy To mój blues.
W kwietniu 1988 roku wydany został album Tzw. przeboje – całkiem live, który ukazał się na płycie kompaktowej pod tytułem Lunatycy – czyli tzw. przeboje całkiem Live. Zawiera ona utwory nagrane, podobnie jak poprzedni album koncertowy, w krakowskim teatrze STU jeszcze w 1986 roku. W maju Dżem wszedł do studia celem nagrania kolejnej płyty studyjnej. Ze względu na brak tekstów utworów muzycy podczas sesji nagrali utwory na instrumentalny album The Band Plays On... oraz podkłady na Najemnika. Wokale zostały nagrane podczas uzupełniającej sesji we wrześniu.
Zespół także koncertował w Polsce i za granicą, między innymi w NRD, ZSRR oraz Kazachstanie. Koncerty odbywały się bez Ryszarda Riedla, który został odsunięty za niesubordynację. Zespołowi towarzyszyła natomiast Martyna Jakubowicz. Pod koniec roku grupa rozstała się ze swoim menadżerem.

#### 1989–1990: Koncert urodzinowy
24 czerwca 1989 w katowickim Spodku zorganizowany został koncert z okazji dziesięciolecia istnienia Dżemu. Oprócz jubilatów na scenie wystąpił m.in. zespół Voo Voo, Ścierański-Surzyn Trio oraz Daab. Na koncercie miało wystąpić także TSA, ale nie wystąpiło, ponieważ Andrzej Nowak, Stefan Machel i Janusz Niekrasz postanowili wjechać na scenę swoimi Harleyami na co nie była przystosowana scena, więc muzycy odmówili występu, po tym wydarzeniu Marek Piekarczyk odszedł z TSA co doprowadziło w ostateczności do rozpadu grupy.
W sierpniu tego roku pojawił się na rynku album Najemnik, a pod koniec roku The Band Plays On...

#### 1991–1994

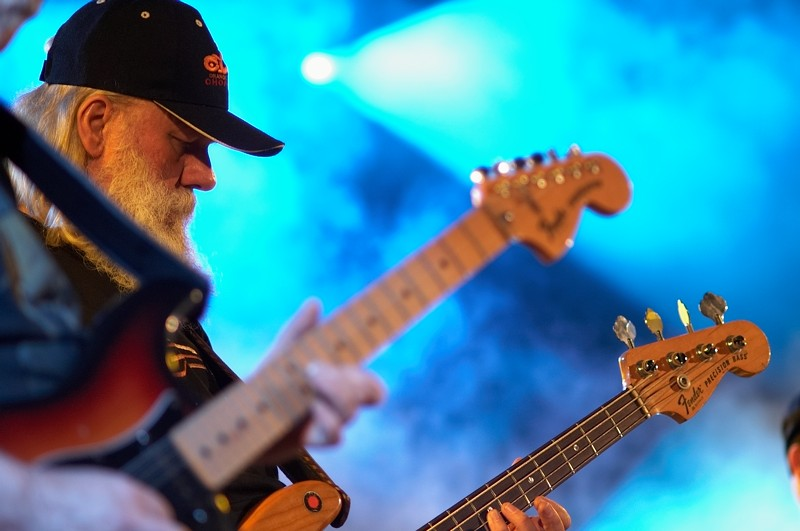
Beno Otręba na koncercie podczas Rzeszowskich Juwenaliów 2007

Dnia 1 stycznia 1991 roku Ryszard Riedel, Adam Otręba, Benedykt Otręba, Paweł Berger, Jerzy Styczyński oraz manager zespołu Leszek Martinek założyli spółkę cywilną „Dżem”. Pierwszym wydawnictwem nowo powstałej spółki jest album Detox, uważany przez wielu krytyków i samych muzyków za najlepszy album grupy.
W kwietniu 1992 roku zespół towarzyszył Sławomirowi Wierzcholskiemu na jego autorskim krążku Ciśnienie. 20 czerwca 1992 roku zespół wystąpił ponownie w katowickim Spodku w programie „Dżem Session”, którego zapis ukazał się na czterech kasetach (dwóch płytach) pt. Wehikuł czasu – Spodek ’92. W kwietniu 1993 roku grupa nagrała teledysk Autsajder oraz kolejny raz wystąpiła w telewizji na koncercie Bez prądu.
W październiku 1993 roku zespół nagrał płytę Autsajder. To ostatni album z premierowymi utworami grupy, na którym zaśpiewał R. Riedel. Problemy z nałogiem narkotykowym spowodowały, że przestał się zajmować regularnie pracą. Ostatni koncert grupy z Riedlem odbył się 16 marca 1994 r. w Krakowie, w maju wokalista został tymczasowo usunięty z Dżemu. Zmarł 30 lipca 1994 roku, bezpośrednią przyczyną śmierci była niewydolność serca.

### Lata 1995–2000 (okres z Jackiem Dewódzkim)

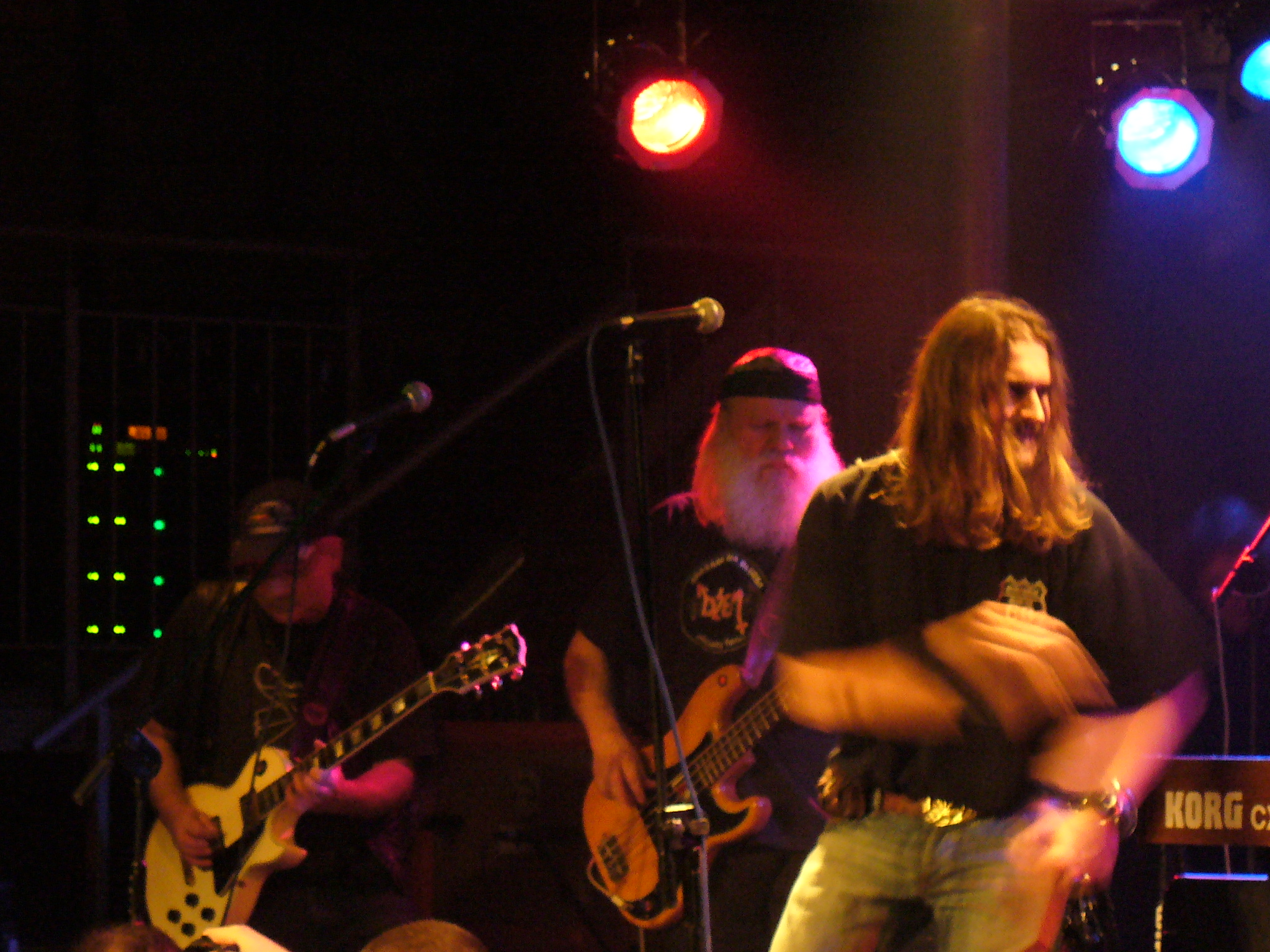
Koncert Dżemu w Katowicach – styczeń 2007

Od 1995 roku nowym wokalistą zespołu został Jacek Dewódzki, z którym zespół koncertował i tworzył do roku 2001, kiedy zastąpił go Maciej Balcar.
Rok 1995 to okres, w którym odbyły się dwa koncerty upamiętniające zmarłego Ryśka Riedla. Jeden z nich został upamiętniony 3 płytowym albumem koncertowym „List do R.”; drugi koncert zarejestrowany został przez telewizję i nosi ten sam tytuł. Koncerty te to występy Dżemu z wieloma zaproszonymi gwiazdami polskiej muzyki w roli wokalisty (m.in. Czesław Niemen, Tadeusz Nalepa). Jeszcze w tym samym roku miała miejsce premiera nowego albumu, pierwszego z Jackiem Dewódzkim, Kilka zdartych płyt (1995).
12 lipca 1996 roku zespół wystąpił w „Operze Leśnej” w Sopocie jako support przed ZZ Top.
Rok 1997 pełen był koncertów; muzycy zagrali również w studiu Telewizji Polskiej w Katowicach. We wrześniu ukazała się seria wznowień albumów grupy. Kolejny album z nowym wokalistą to Pod wiatr (1997).
14 sierpnia 1998 roku zespół wystąpił w Chorzowie jako support przed gwiazdą – The Rolling Stones. Kolejne wydawnictwa to dwie płyty z koncertu Dżemu w Operze – kolejno w 1998 oraz 1999 Dżem w Operze cz. 1 i 2. Jeszcze w 1999 roku koncert zostaje wydany na kasecie VHS (obecnie niedostępny).
Premiera kolejnego albumu studyjnego, ostatniego z Jackiem Dewódzkim, zatytułowanego Być albo mieć, przypadła na rok 2000. Czerwiec 2000 r. to okres, w którym została wydana pierwsza ścieżka dźwiękowa Dżemu do filmu Jacka Bromskiego To ja, złodziej (2000, ścieżka dźwiękowa) o tym samym tytule. 23 czerwca Dżem wystąpił na Festiwalu w Opolu, gdzie uczcił dwudziestolecie działalności.

### Lata 2001–2024 (okres z Maciejem Balcarem)

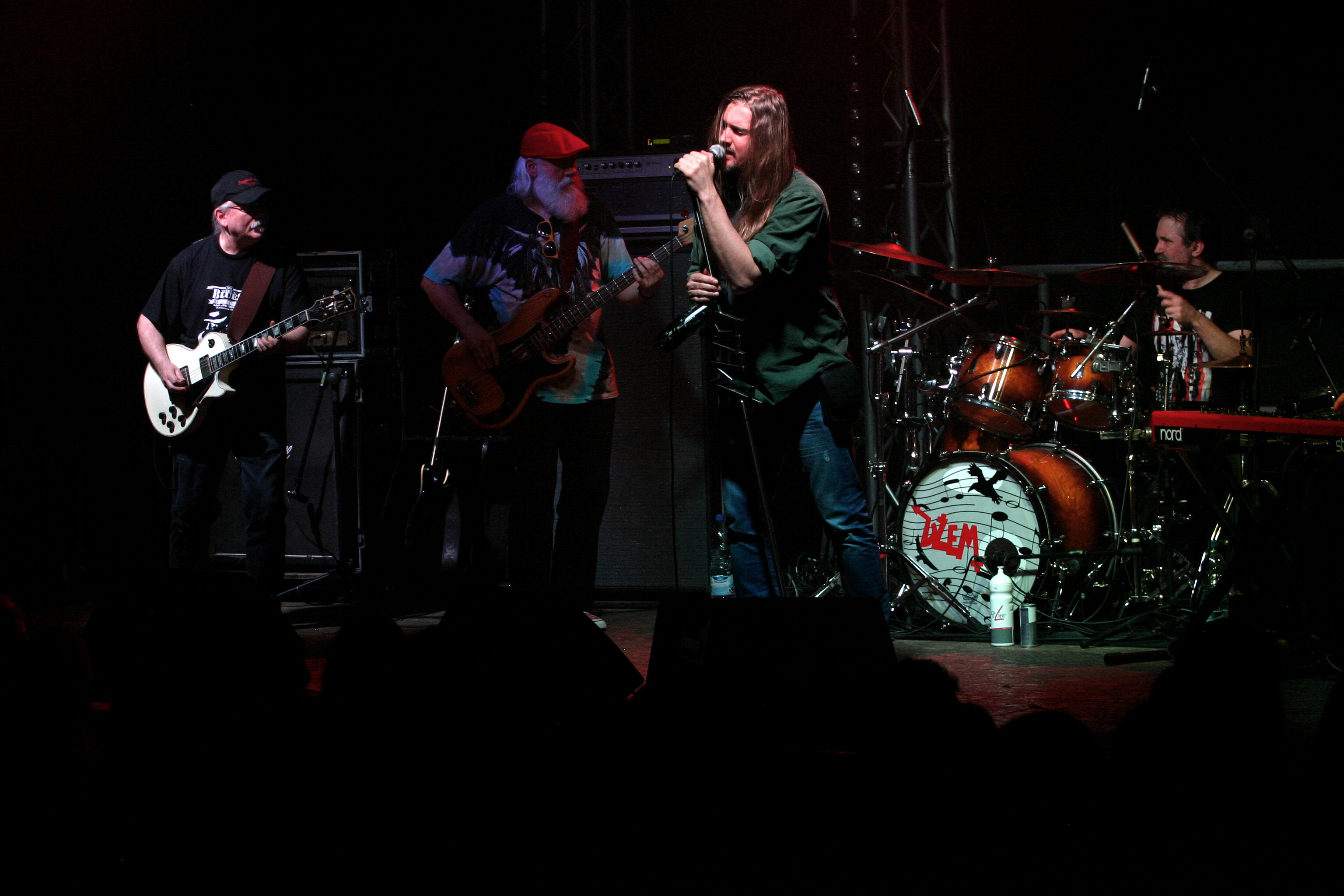
Koncert Dżemu w Łodzi, w klubie „Dekompresja” – marzec 2013

Po czterech latach wychodzi kolejny album studyjny z nowym wokalistą, którym został Maciej Balcar. Płyta nosi tytuł 2004 (2004). Z płyty pochodzi przebój „Do kołyski”. Rok 2004 to również rok, w którym został wydany Przystanek Woodstock 2003 (2004), pierwsze koncertowe DVD grupy, oraz kompilacja największych przebojów Dżemu – Złoty Paw (2004).
W roku 2005 zostaje wydany zapis Przystanek Woodstock 2004 (2005) również na płycie DVD. W tym samym roku do kin wchodzi film fabularny opowiadający o grupie, a głównie o Ryśku Riedlu, w reżyserii Jana Kidawy-Błońskiego, zatytułowany „Skazany na Bluesa”; rok później film zostaje wydany na płycie DVD. W 2005 roku zostaje również wydana ścieżka dźwiękowa do filmu, razem z promocyjną płytą DVD z fragmentami filmu z muzyką grupy.
27 stycznia 2005 zespół miał wypadek samochodowy na autostradzie A4, w którym zginął Paweł Berger. Zespół zawiesił działalność na kilka miesięcy, w trakcie których trwała rekonwalescencja basisty Benedykta Otręby. 27 kwietnia 2005 oficjalnie zaprezentowano nowego klawiszowca, którym został Janusz Borzucki. 2 maja 2005 Dżem wznowił działalność koncertem w Stalowej Woli.
Z okazji osiągnięcia statusu złotej płyty zarówno przez Przystanek Woodstock 2003 (2004) jak i Przystanek Woodstock 2004 (2005), wydano kolekcjonerskie wydawnictwo dwóch DVD Przystanek Woodstock 2003 i 2004 (2006). Dokładnie w pierwszą rocznicę śmierci Pawła Bergera 27 stycznia 2006 zespół dał koncert „Pamięci Pawła Bergera”, na który zostało zaproszonych wielu gości-klawiszowców m.in. Józef Skrzek oraz były wokalista Jacek Dewódzki i syn Ryszarda, Sebastian Riedel. Od 2007 w Kaliszu odbywa się Festiwal Muzyczny im. Pawła Bergera.
Rok po koncercie została wydana podwójna płyta koncertowa Pamięci Pawła Bergera (2007). W 2007 roku zostały wydane również kompilacje największych przebojów zespołu z cyklu „Gwiazdy polskiej muzyki lat 80.” grupie poświęcono aż dwa wydawnictwa: Gwiazdy polskiej muzyki lat 80. oraz Gwiazdy polskiej muzyki lat 80. – vol. 2. Jeszcze w 2007 roku zespół uczestniczył w koncercie „Breakout Festival 2007” poświęconemu twórczości zespołu Breakout i Tadeuszowi Nalepie.
14 sierpnia 2008 zespół wystąpił na Skwerze Kościuszki w Gdyni jako support przed koncertem Erica Claptona.
W roku 2009 udział Dżemu w koncercie „Breakout Festival 2007” został upamiętniony na albumie 2 CD, DVD, DVD+CD Breakout Festiwal 2007 – Wysłuchaj mojej pieśni Panie (2009), gdzie Dżem wykonał 5 utworów, w tym dwa z Józefem Skrzekiem. Następnie zespół nagrał nową płytę Muza. W roku 2009 przypadło 30-lecie działalności grupy (1979-2009), z okazji którego odbył się koncert w katowickim Spodku.
10 stycznia 2010 roku zespół Dżem zagrał w Poznaniu koncert w ramach finału Wielkiej Orkiestry Świątecznej Pomocy. W tym samym roku nagrano płytę z pełnym zapisem koncertu na 30-lecie grupy, który odbył się w Spodku. Płyta ukazała się w sprzedaży 30 marca 2010 roku, w skład jej wchodzą 3 DVD i 4 CD, jest to największe wydanie w skali światowej.
27 maja 2010 zespół Dżem wystąpił jako support przed australijską grupą hardrockową AC/DC na warszawskim lotnisku Bemowo.
W listopadzie roku 2010 miała miejsce premiera nowego albumu zespołu, zatytułowanego Muza, który w marcu 2011 osiągnął status złotej płyty. Złote krążki muzycy odebrali 19 marca przed symfonicznym koncertem w Domu Muzyki i Tańca w Zabrzu.
W 2012 roku raper Peja wykorzystał fragment utworu „List do M” w swoim utworze. Jego piosenka nosi tytuł „Samotność po zmroku” (ft. Kroolik Underwood) i znajduje się na płycie zespołu Slums Attack o nazwie CNO2.
27 lipca 2020 zmarł Michał Giercuszkiewicz perkusista grupy w latach 1981–1986, wziął udział w nagraniu debiutanckiej płyty Cegła.
W nocy z 30 czerwca na 1 lipca 2021 zmarł kolejny perkusista grupy w latach 1975–1980 Leszek Faliński, zaś 13 maja 2023 zmarł pierwszy perkusista zespołu Aleksander Wojtasiak.
21 grudnia 2023 zespół Dżem ogłosił zakończenie wspólnego artystycznego działania z dotychczasowym wokalistą – Maciejem Balcarem wraz z dniem 6 kwietnia 2024 roku. Tym samym ogłoszono, że wokalista do tego dnia będzie wspólnie koncertował z zespołem.

### Od 2024 (okres z Sebastianem Riedlem)
10 stycznia 2024 zespół poinformował, że nowym wokalistą grupy został Sebastian Riedel, który jednocześnie w miarę możliwości będzie nadal śpiewał w swoim macierzystym zespole Cree.

## Muzycy
| Obecni członkowie - Sebastian Riedel – śpiew, gitara, harmonijka ustna (oficjalnie od 2024; wcześniej gościnnie, na przestrzeni lat, od 1995) - Adam Otręba – gitara (1973–1982, od 1983) - Benedykt „Beno” Otręba – gitara basowa, śpiew (1973–1976, od 1980) - Jerzy Styczyński – gitara (1979–1981, od 1981) - Zbigniew Szczerbiński – perkusja (od 1992) - Janusz Borzucki – instrumenty klawiszowe (od 2005) | Byli członkowie - Ryszard Riedel (zmarły) – śpiew, harmonijka ustna (1973–1994) - Paweł Berger (zmarły w wypadku samochodowym) – instrumenty klawiszowe, organy Hammonda, śpiew (1973–1976, 1980–2005) - Aleksander Wojtasiak (zmarły) – perkusja (1973–1974) - Wojciech Grabiński – perkusja (1974) - Leszek Faliński (zmarły) – perkusja (1975–1980) - Józef Adamiec – gitara basowa (1976–1979) - Tadeusz Faliński (zmarły) – gitara basowa (1978–1980) - Andrzej Urny (zmarły) – gitara (1981) - Michał Giercuszkiewicz (zmarły) – perkusja (1981–1986) - Krzysztof Przybyłowicz – perkusja (1986–1987) - Marek Kapłon – perkusja (1986–1991) - Jerzy Piotrowski – perkusja (1991–1992) - Jacek Dewódzki – śpiew (1995–2001) - Maciej Balcar – śpiew, harmonijka ustna (2001–2024) |

## Muzycy występujący z zespołem

### Muzycy towarzyszący
- Wojciech „Kafar” Grabiński – perkusja (1974)
- Tadeusz Nalepa – gitara, śpiew (1987–1988, 1995)
- Krzysztof „Partyzant” Toczko – akordeon, harmonijka ustna, gitara akustyczna, instrumenty perkusyjne (1991–1994)
- Sławomir Wierzcholski – śpiew, harmonijka ustna (1993)

### Muzycy występujący gościnnie
- Jorgos Skolias – śpiew (1985)
- Jarosław Tioskow – gitara-slide (1985)
- Aleksander Korecki – saksofon (1987)
- Martyna Jakubowicz – śpiew (1988)
- Dariusz Cała – harmonijka ustna (1988)
- Józef Skrzek – harmonijka ustna, moog, GEM (2006, 2007)
- Janusz Frychel – gitara basowa (zastępstwo w 2008, 2013, 2018-)
- Mieczysław „Mechanik” Jurecki – gitara basowa (zastępstwo w 2013)
- Jan Gałach – skrzypce (2014, 2015)
- Apostolis Anthimos – gitara, instrumenty perkusyjne
- Jan „Kyks” Skrzek – harmonijka ustna, fortepian
- Ryszard „Skiba” Skibiński – harmonijka ustna
- Rafał Rękosiewicz – instrumenty klawiszowe, organy Hammonda

## Dyskografia
| 1985                           | Cegła - Data: 31.10.1985 - Wydawca: Polskie Nagrania „Muza”                         | 17 |                   |
| 1987                           | Zemsta nietoperzy - Data: 31.03.1987 - Wydawca: Pronit                              | –  |                   |
| 1988                           | Numero Uno (oraz Tadeusz Nalepa) - Data: 11.1988 - Wydawca: Polskie Nagrania „Muza” | –  |                   |
| 1989                           | Najemnik - Data: 05.1989 - Wydawca: Atomica                                         | 24 |                   |
| 1989                           | The Band Plays On... - Data: 08.1989 - Wydawca: Polton                              | –  |                   |
| 1990                           | Dżem Session 1 - Data: 10.1990 - Wydawca: Polmarket                                 | –  |                   |
| 1991                           | Detox - Data: czerwiec 1991 - Wydawca: Asta AS                                      | 18 |                   |
| 1993                           | Ciśnienie (oraz Sławek Wierzcholski) - Data: 04.1993 - Wydawca: Bass Records        | –  |                   |
| 1993                           | Autsajder - Data: 12.1993 - Wydawca: Dżem S.C.                                      | –  |                   |
| 1994                           | Akustycznie - Data: 08.1994 - Wydawca: Box Music                                    | –  |                   |
| 1994                           | Akustycznie – suplement - Data: 12.1994 - Wydawca: Box Music                        | –  |                   |
| 1995                           | Kilka zdartych płyt - Data: 31.03.1995 - Wydawca: Box Music                         | 91 |                   |
| 1997                           | Pod wiatr - Data: 15.09.1997 - Wydawca: Box Music                                   | –  |                   |
| 2000                           | Być albo mieć - Data: 12.05.2000 - Wydawca: Box Music                               | –  |                   |
| 2004                           | 2004 - Data: 30.08.2004 - Wydawca: Pomaton EMI                                      | 4  |                   |
| 2010                           | Muza - Data: 16.11.2010 - Wydawca: EMI                                              | 1  | - platynowa płyta |
| „–” pozycja nie była notowana. |                                                                                     |    |                   |

| 1981                           | Paw                         | –  | –                       |
| 1981                           | Dzień, w którym pękło niebo | 13 | –                       |
| 1986                           | Skazany na bluesa           | 20 | –                       |
| 1987                           | Absolutely Live Supplement  | –  | –                       |
| 1988                           | Ostatni ciężki rok          | –  | –                       |
| 2010                           | Do przodu                   | 12 | Polskie Nagrania „Muza” |
| 2010                           | Szara mgła                  | –  | Polskie Nagrania „Muza” |
| 2025                           | Dusza                       | –  | –                       |
| 2025                           | Sobie potrzebni             | –  | –                       |
| „–” pozycja nie była notowana. |                             |    |                         |

| 1982                           | Ballada o dziwnym malarzu   | 17 | –  | Cegła               |
| 1983                           | Kim jestem?                 | 17 | –  | Cegła               |
| 1985                           | Naiwne pytania              | 14 | –  | Zemsta nietoperzy   |
| 1987                           | Boże daj dom                | 28 | –  | –                   |
| 1989                           | Modlitwa III – pozwól mi... | 11 | –  | Najemnik            |
| 1991                           | Sen o Victorii              | 9  | –  | Detox               |
| 1992                           | List do M.                  | 8  | –  | Detox               |
| 1992                           | Jak malowany ptak           | 13 | –  | Detox               |
| 1993                           | Autsajder                   | 28 | –  | Autsajder           |
| 1995                           | Dzikość mego serca          | 33 | –  | Kilka zdartych płyt |
| 1997                           | Alex                        | 35 | –  | Pod wiatr           |
| 1998                           | Wehikuł czasu               | 25 | –  | Najemnik            |
| 1998                           | Mała Aleja Róż              | 31 | –  |                     |
| 2000                           | Być albo mieć               | 14 | 63 | Być albo mieć       |
| 2000                           | To ja złodziej              | 22 | –  | Być albo mieć       |
| 2004                           | Do kołyski                  | 1  | 1  | 2004                |
| 2011                           | Partyzant                   | 1  | 23 | Muza                |
| 2012                           | Strach                      | 11 | –  | Muza                |
| „–” pozycja nie była notowana. |                             |    |    |                     |

### Albumy koncertowe
| 1985                           | Dżem - Data: 31 maja 1985 - Wydawca: Karolina                                                                         | –  |                            |
| 1986                           | Absolutely Live - Data: 1 października 1986 - Wydawca: PolJazz                                                        | –  |                            |
| 1988                           | Tzw. przeboje – całkiem Live - Data: kwiecień 1988 - Wydawca: Polskie Nagrania „Muza”                                 | –  |                            |
| 1992                           | Wehikuł czasu – Spodek ’92 - Data: październik 1992 - Wydawca: Asta AS                                                | –  |                            |
| 1995                           | List do R. na 12 głosów - Data: 11 grudnia 1995 - Wydawca: Asta AS                                                    | –  |                            |
| 1998 1999                      | Dżem w Operze cz. 1 i 2 - Data: 1 czerwca 1998 (1), 26 kwietnia 1999 (2), 1999 (VHS) - Wydawca: Box Music             | –  |                            |
| 2004                           | Przystanek Woodstock 2003 - Data: 15 kwietnia 2004 (DVD), 20 lipca 2009 (DVD+CD) - Wydawca: Złoty Melon / Pomaton EMI | 48 | - platynowa płyta (DVD)    |
| 2005                           | Przystanek Woodstock 2004 - Data: 18.06.2005, 20.07.2009 (CD+DVD) - Wydawca: Złoty Melon / Pomaton EMI                | 47 | - platynowa płyta (DVD)    |
| 2006                           | Przystanek Woodstock 2003 i 2004 - Data: 2006 (DVD), 2009 (CD+DVD) - Wydawca: Złoty Melon                             | 15 |                            |
| 2007                           | Pamięci Pawła Bergera - Data: 29.01.2007 - Wydawca: EMI                                                               | 9  | - złota płyta              |
| 2007                           | Rawa Blues 1987 (gościnnie Dżem) - Data: 18.06.2007 - Wydawca: Metal Mind Productions                                 | –  |                            |
| 2009                           | Przystanek Woodstock - Data: 20.07.2009 - Wydawca: Złoty Melon                                                        | –  |                            |
| 2010                           | 30 urodziny - Data: 29.03.2010 - Wydawca: Pomaton EMI - Format: 3 DVD+4 CD                                            | 15 | - 2× platynowa płyta (DVD) |
| 2011                           | Dżem 1979–1994 - Data: 10.08.2011 - Wydawca: Telewizja Polska S.A. - Format: 2 DVD                                    | –  |                            |
| 2012                           | Symfonicznie - Data: 05.10.2012 - Wydawca: EMI Music Poland - Format: 2 DVD+3 CD, Blu-ray+3 CD                        | 27 | - złota płyta (DVD)        |
| 2015                           | 35 urodziny - Data: 08.06.2015 - Wydawca: Warner Music Poland - Format: 4xCD / 2xDVD / Blu-ray / 2xDVD &4 CD          | –  |                            |
| 2020                           | 40 urodziny - Data: 1.06.2020 - Wydawca: Dżem S.C. - Format: 2xDVD & 3CD & Blu-ray                                    | –  |                            |
| 2025                           | 45 urodziny - Data: 24.01.2025 - Wydawca: Dżem S.C. - Format: 3xCD + UHD Blu-ray + Blu-ray                            | –  |                            |
| „–” pozycja nie była notowana. | |    |                            |

### Kompilacje
| 1989                           | Urodziny - Data: 24.06.1989 - Wydawca: Agencja Impresaryjna Aktorów                                 | – |                      |
| 1992                           | The Singles - Data: 01.1992 - Wydawca: Sonic Records                                                | 1 | - platynowa płyta    |
| 1993                           | 14 urodziny - Data: 10.1993 - Wydawca: Dum Dum Records                                              | – |                      |
| 2004                           | Złoty Paw - Data: 29.03.2004 - Wydawca: Pomaton EMI                                                 | 1 |                      |
| 2005                           | Skazany na bluesa (ścieżka dźwiękowa) - Data: 07.11.2005 - Wydawca: ITI                             | – |                      |
| 2007                           | Gwiazdy polskiej muzyki lat 80. - Data: 31.07.2007 - Wydawca: TMM, Planeta Marketing                | – |                      |
| 2007                           | Gwiazdy polskiej muzyki lat 80. – vol. 2 - Data: 6 listopada 2007 - Wydawca: TMM, Planeta Marketing | – |                      |
| 2012                           | Złota kolekcja - Data: 03.04.2012 - Wydawca: EMI Music Poland                                       | 1 | - 3× platynowa płyta |
| „–” pozycja nie była notowana. | |   |                      |

### Kompilacje różnych wykonawców
| Rok  | Tytuł | Uwagi               |
| ---- | --- | ------------------- |
| 2000 | To ja, złodziej - Data: 24.06.2000 - Wydawca: Box Music / Pomaton EMI                                      | - ścieżka dźwiękowa |
| 2009 | Breakout Festiwal 2007 – Wysłuchaj mojej pieśni Panie - Data: 12.01.2009 - Wydawca: Metal Mind Productions | - DVD+2 CD          |

## Filmografia
| Rok  | Tytuł             | Uwagi                                                      |
| ---- | ----------------- | ---------------------------------------------------------- |
| 1994 | Dżem              | film dokumentalny, reżyseria: Petro Aleksowski             |
| 1994 | Sen o Victorii    | film dokumentalny, realizacja: Tomasz Nowak, Anna Szymanek |
| 2004 | Sie macie ludzie  | film dokumentalny, reżyseria: Krzysztof Magowski           |
| 2005 | Skazany na bluesa | film fabularny, reżyseria: Jan Kidawa-Błoński              |